# Долина Муми-троллей (мультсериал)
«Долина Муми-троллей», также «Муми», «Муми-дол» (англ. Moominvalley), — анимационный сериал совместного производства Финляндии и Великобритании, вышедший в эфир 25 февраля 2019 года. Мультсериал является экранизацией книг Туве Янссон.
В октябре 2019 года на выставке телевизионной индустрии MIPCOM сериал был награждён в номинации «Лучшая детская анимация».

## Производство
Финская производственная компания финансировала разработку проекта на сайте «Indiegogo» c 8 марта по 21 апреля 2017 года, с целью привлечения средств для визуального развития сериала.
Первый сезон сериала состоит из 13 серий, первая из которых вышла в эфир 25 февраля 2019 года на телеканале Yle TV2. В создании музыки к сериалу принимала участие молодая финская звезда Alma. За неполную неделю первый эпизод посмотрело 1,4 миллиона зрителей.

## Серии

### 1 сезон (2019)
1. «Малышка Мю приходит в Муми-дом» (премьера 25 февраля)
2. «Весенняя песня» (премьера 4 марта)
3. «История о последнем драконе на земле»
4. «Опасное лето»
5. «Золотой хвост»
6. «Тайна хатифнаттов»
7. «Снусмумрик и сторож парка»
8. «Гигантская рыба»
9. «Ночь Морры»
10. «Горничная Муми-мамы»
11. «Призрачная история»
12. «Дитя-невидимка»
13. «Волшебная зима»

### 2 сезон (2019—2020)
1. «Зимние забавы муми-троллей»
2. «Дух огня»
3. «Муми-папа и сын»
4. «Малышка Мю уезжает»
5. «Загадочное дело миссис Фильфьонки»
6. «Шляпа волшебника»
7. «Тофсла и Вифсла»
8. «Суд»
9. «До свидания, Фрёкен Снорк!»
10. «Остров Муми-папы»
11. «Домашний уют Муми-мамы»
12. «Муми-тролль и морские лошадки»
13. «Ноябрь»

## В ролях
- Тэрон Эджертон — Муми-тролль[8]
- Розамунд Пайк — Муми-мама
- Мэтт Берри — Муми-папа
- Кейт Уинслет — Филифьонка
- Уорик Дэвис — Снифф
- Ричард Айоади — Привидение
- Акия Генри — Фрёкен Снорк
- Бел Паули — Малышка Мю
- Эдвин Эндре — Снусмумрик
- Кэти Льюнг — Туу-Тикки
- Ребекка Рут — Миса
- Дженнифер Сондерс — Мюмла
- Элисон Стедман — Эмма
- Мэтт Лукас — Ти-ти-у-у
- Майюми Каваи — Нинни
- Джо Уилкинсон — Хемуль
- Сьюзи Бранн — Хемулиха

В финноязычной версии роли озвучивали:
- Йоонас Нордман — Муми-тролль
- Вилле Хаапасало — Муми-папа
- Сату Силво — Муми-мама
- Алина Томников[9] — Фрёкен Снорк
- Олави Уусивирта — Снусмумрик